# Enigheden (Aarhus)
|  | Ikke at forveksle med Mælkeriet Enigheden i København. |
Mejeriet Enigheden var et mejeri, der lå i Aarhus fra 1936 til 2004.
Mejeriet blev etableret som et aktieselskab den 18. oktober 1936 på initiativ af Arbejdernes Fællesorganisation. Maskinarbejder og folketingsmedlem Leonhard Hansen blev første formand, og til næstformand valgtes fagforeningsmand Christen Jensen. I øvrigt valgtes elektriker, byrådsmedlem Sigvald Nielsen, direktør A. Andersen og landsretssagfører J.C. Hald til bestyrelsen.
Mejeriet lå oprindeligt på hjørnet af Vestre Ringgade og Silkeborgvej. I 1946 begyndte det at producere Pyramide Is. isproduktionen blev solgt til Sol Is, senere Frisko, i 1969. Mejeriet flyttede til Graham Bell Vej 3 i Skejby i 1979. Efterfølgende overtog Kløver Mælk aktiemajoriteten, og da de gik sammen med MD i MD Foods i 1999, fulgte Enigheden med. Mejeriet lukkede i 2004 som følge af konkurrence fra billig udenlandsk mælk. Isfabrikken ved Ringgaden lukkede i 1999 og blev senere omdannet til et fitnesscenter.